# Wagenhausen (Theres)

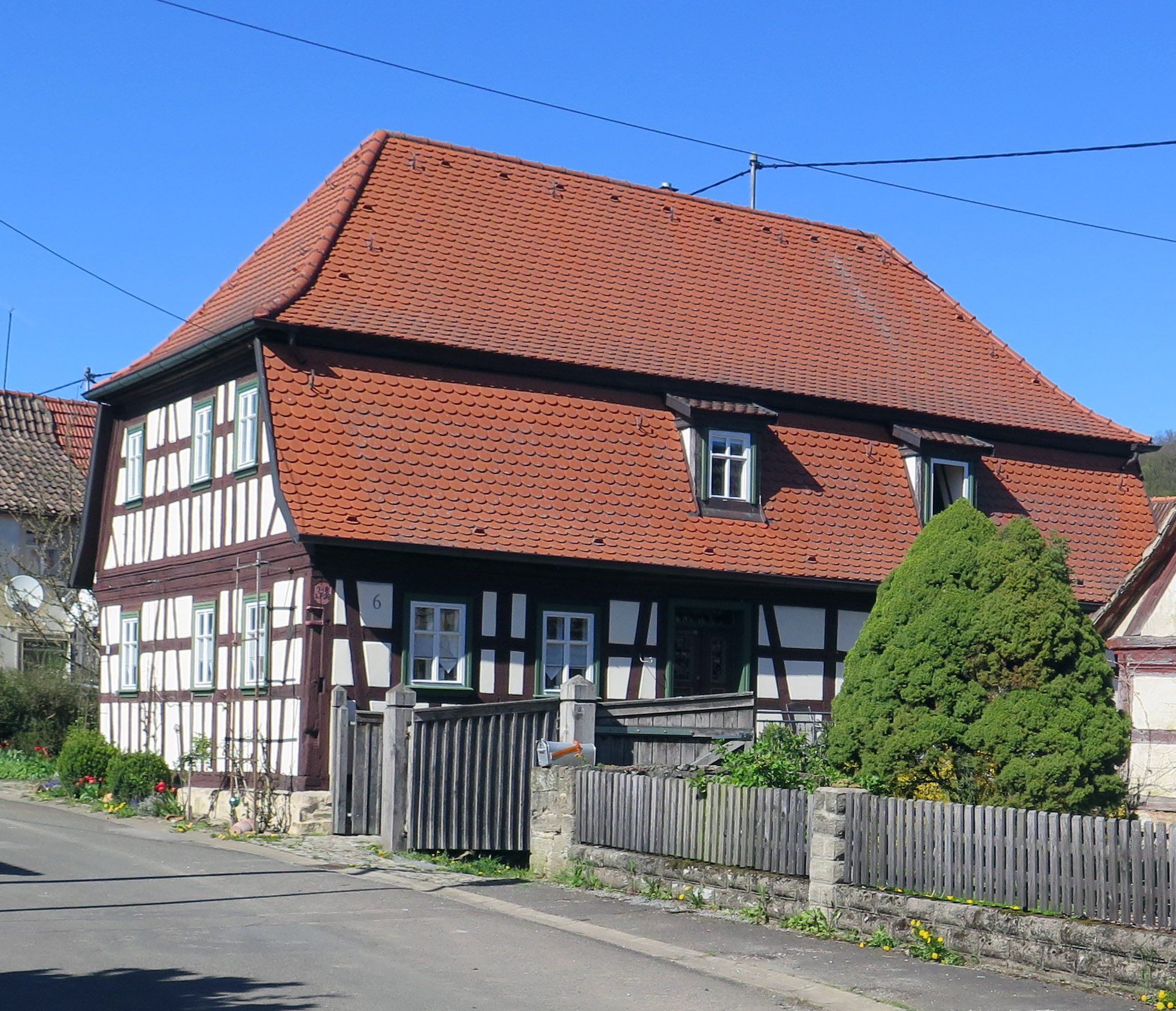
Bauernhaus an der Ortsdurchfahrt

Wagenhausen ist ein Gemeindeteil der Gemeinde Theres im unterfränkischen Landkreis Haßberge in Bayern.

## Geographische Lage
Das Dorf liegt nördlich von Theres. Es ist südwärts über die Kreisstraße HAS 27 mit Untertheres verbunden. Der nordöstlich entspringende Grabenmühlbach durchfließt den Ort und mündet knapp 2 km südlich in den Main.

## Geschichte
Die erste urkundliche Erwähnung von Wagenhausen erfolgte im Jahr 1303. Im Jahr 1366 kam der Ort zum Kloster Theres. Ab dem 12. Juli 1438 gehörte Wagenhausen zu der Pfarrei Untertheres; zu dieser Zeit war der Ort eine Wüstung.
Gegen Ende des 18. Jahrhunderts entstand das Jagd- und spätere Forsthaus. Ursprünglich gehörte es zum Kloster Theres. Im Jahr 1919 gingen fünf der sechs Höfe in den Besitz von Richard von Swaine.
Nach Ende des Zweiten Weltkrieges ließen sich sechs heimatvertriebene Bauern in Wagenhausen nieder.
Am 1. Mai 1978 wurde Wagenhausen, das bis dahin zu Untertheres gehörte, im Rahmen der Gemeindegebietsreform zu einem Gemeindeteil von Theres.